# Jarl André Storbæk
Jarl-André Storbæk est un footballeur norvégien, né le 21 septembre 1978 à Trysil en Norvège. Il évolue comme arrière droit.

## Biographie

### En club
Originaire de Trysil, Storbæk joue en jeunes au Østre Trysil puis en amateurs avec le Nybergsund IL-Trysil en 4e division.
En 2000, il rejoint le Raufoss IL, club d'Adeccoligaen. Il s'y impose comme titulaire, disputant entre vingt-cinq et trente matchs par saison durant ses quatre années de présence.
En 2005, il s'engage avec le club promu en Tippeligaen d'Hamarkameratene surnommé Ham-Kam. Toutefois ses bonnes performances au Raufoss IL sont remarquées encore plus haut, et il intègre l'équipe nationale de Norvège dès 2005 sans jamais avoir évolué en 1e division. Durant ses deux années au club, Ham-Kam se maintient en prenant une bonne 5e place puis une moyenne 10e place.
En 2007, il rejoint le Vålerenga IF, club champion en 2005 et 3e en 2006. Malheureusement, le club n'a plus les mêmes résultats après l'arrivée de Storbæk, terminant 7e en 2007 et 2009, puis 10e en 2008.
Arrivé en fin de contrat en 2010, il s'engage avec un club de Beta Ethniki, le Panetolikós FC en Grèce. Après six mois, il est transféré en SAS Ligaen au SønderjyskE, un club de bas de tableau.

### Sélection nationale
Jarl-André Storbæk a connu sa première sélection le 22 janvier 2005 lors d'un match amical qui se solde sur un score nul (1-1) sur le terrain du Koweït.
Il participe à la campagne de qualification pour l'Euro 2008, disputant neuf des douze matchs de la Norvège, qui finira à la 3e place à un point de la Turquie.
Sa dernière sélection remonte à un match amical face à l'Uruguay (2-2) le 28 mai 2008 à Oslo.
Il a obtenu dix-sept sélections entre 2005 et 2008, dont quinze titularisations et neuf en compétition officielle. Il n'a en revanche inscrit aucun but.

### Liste des sélections
| Liste des sélections de Jarl-André Storbæk | Liste des sélections de Jarl-André Storbæk | Liste des sélections de Jarl-André Storbæk | Liste des sélections de Jarl-André Storbæk | Liste des sélections de Jarl-André Storbæk | Liste des sélections de Jarl-André Storbæk | Liste des sélections de Jarl-André Storbæk |
|                                            | Date                                       | Lieu                                       | Adversaire                                 | Résultat                                   | Compétition                                |                                            |
| ------------------------------------------ | ------------------------------------------ | ------------------------------------------ | ------------------------------------------ | ------------------------------------------ | ------------------------------------------ | ------------------------------------------ |
| 1.                                         | 22 janvier 2005                            | Koweït City (Koweït)                       | Koweït                                     | 1-1                                        | Match amical                               |                                            |
| 2.                                         | 28 janvier 2005                            | Amman (Jordanie)                           | Jordanie                                   | 0-0                                        | Match amical                               |                                            |
| 3.                                         | 20 avril 2005                              | Tallinn (Estonie)                          | Estonie                                    | 2-1                                        | Match amical                               |                                            |
| 4.                                         | 25 janvier 2006                            | San Francisco (États-Unis)                 | Mexique                                    | 1-2                                        | Match amical                               |                                            |
| 5.                                         | 24 mars 2007                               | Oslo (Norvège)                             | Bosnie-Herzégovine                         | 1-2                                        | Qualif. CE 2008                            |                                            |
| 6.                                         | 28 mars 2007                               | Francfort (Allemagne)                      | Turquie                                    | 2-2                                        | Qualif. CE 2008                            |                                            |
| 7.                                         | 2 juin 2007                                | Oslo (Norvège)                             | Malte                                      | 4-0                                        | Qualif. CE 2008                            |                                            |
| 8.                                         | 6 juin 2007                                | Oslo (Norvège)                             | Hongrie                                    | 4-0                                        | Qualif. CE 2008                            |                                            |
| 9.                                         | 22 août 2007                               | Oslo (Norvège)                             | Argentine                                  | 2-1                                        | Match amical                               |                                            |
| 10.                                        | 8 septembre 2007                           | Chișinău (Moldavie)                        | Moldavie                                   | 1-0                                        | Qualif. CE 2008                            |                                            |
| 11.                                        | 12 septembre 2007                          | Oslo (Norvège)                             | Grèce                                      | 2-2                                        | Qualif. CE 2008                            |                                            |
| 12.                                        | 17 octobre 2007                            | Sarajevo (Bosnie)                          | Bosnie-Herzégovine                         | 2-0                                        | Qualif. CE 2008                            |                                            |
| 13.                                        | 17 novembre 2007                           | Oslo (Norvège)                             | Turquie                                    | 1-2                                        | Qualif. CE 2008                            |                                            |
| 14.                                        | 21 novembre 2007                           | La Valette (Malte)                         | Malte                                      | 4-1                                        | Qualif. CE 2008                            |                                            |
| 15.                                        | 6 février 2008                             | Wrexham (Pays de Galles)                   | Pays de Galles                             | 0-3                                        | Match amical                               |                                            |
| 16.                                        | 26 mars 2008                               | Podgorica (Monténégro)                     | Monténégro                                 | 1-3                                        | Match amical                               |                                            |
| 17.                                        | 28 août 2008                               | Oslo (Norvège)                             | Uruguay                                    | 2-2                                        | Match amical                               |                                            |

## Palmarès
Vålerenga IF
- Vainqueur de la Coupe de Norvège (1) : 2008